# 安德烈亚斯·穆勒
安德烈亚斯·穆勒（德語：Andreas Möller，1967年9月2日—）是一名原德国足球运动员及足球官员。他在1985年至2004年期间曾先后效力于德甲球队法兰克福、多特蒙德、沙尔克04和意甲球队尤文图斯，共参加了429场职业联赛并射入110球。在球员生涯中，穆勒先后囊括了世界杯冠军、欧洲杯冠军、洲际杯冠军、欧洲冠军联赛冠军、欧洲联盟杯冠军、德国足球冠军和德国杯冠军，成为为数不多实现大满贯的一员。